# Grimmia longirostris
Grimmia longirostris (Syn.: Grimmia affinis) ist eine Laubmoos-Art aus der Familie Grimmiaceae.

## Merkmale
Grimmia longirostris bildet dichte, oft rundliche, gelbgrüne bis dunkel-olivgrüne und durch die Glashaare grau schimmernde Polster. Die aufrechten Stämmchen sind bis etwa 2,5 Zentimeter hoch. Der Stämmchenquerschnitt zeigt einen deutlichen Zentralstrang. Die trocken anliegenden, feucht aufrecht abstehenden Blätter sind aus eiförmiger Basis lanzettlich gespitzt und in der oberen Hälfte im Querschnitt V-förmig. Die im unteren Blattabschnitt kräftige Rippe wird nach oben hin schwächer und undeutlich. Meist ist der Blattrand nur an einer Seite in der Blattmitte zurückgebogen. Die oberen Stämmchenblätter haben ein schwach gezähntes Glashaar, das bis 1,5 Millimeter lang sein kann.
Die Lamina ist im unteren Teil einzellschichtig, wird dann teilweise zweizellschichtig und ist im oberen Drittel durchgehend zweizellschichtig. Die Laminazellen sind am Blattgrund in Rippennähe verlängert rechteckig bis lineal, zu den Rändern hin kürzer bis quadratisch und am Rand oft in einigen Reihen hyalin; im oberen Blattteil sind die Zellen kurz-rechteckig bis meist rundlich-quadratisch.
Die autözische (Antheridien und Archegonien an verschiedenen Ästen an derselben Pflanze) Art fruchtet gewöhnlich immer. Die Seta ist etwa 3 Millimeter lang und im feuchten Zustand aufrecht, die ebenfalls aufrechte Sporenkapsel mit purpurnem Peristom ist eiförmig bis zylindrisch, braun, glatt und engmündig, die Kalyptra mützenförmig gelappt. Die Sporen haben eine Größe von 9 bis 12 µm; Sporenreifezeit ist im Herbst.

## Synonyme
Synonyme sind: 
- Grimmia affinis Hornsch.
- Grimmia ovalis auct. non (Hedw.) Lindb.
- Grimmia ovata Schwägr.
- Guembelia longirostris (Hook.) Ochyra & Zarnowiec

## Verbreitung und Standortansprüche
Grimmia longirostris wächst bevorzugt in montanen Lagen an sonnigen und oft luftfeuchten Standorten auf kalkfreiem oder kalkarmen Silikatgestein. Weltweit gibt es Vorkommen in Europa, Asien, Nord- und Zentralafrika, Amerika und in Australien.